# Литотомия
Литотомия (от греч. λίθος камень и греч. τομος резание) — метод удаления камней, образующихся внутри органов человеческого тела, таких как почки, мочевой пузырь и жёлчный пузырь, хирургическим путём, если они не могут выйти естественным путём через мочевыделительную систему или жёлчные пути. При операции обычно выполняется хирургический разрез, этим литотомия отличается от литотрипсии, при которой камни дробят либо с помощью зонда, вставленного через выходной канал, или акустического импульса (экстракорпоральной ударно-волновой литотрипсии).

## История
Попытки лечения мочекаменной болезни предпринимались с древних времён.
Самый старый камень в мочевом пузыре, который был обнаружен в Египте около 1900 года, относится к 4900 г. до н. э. Самые ранние письменные описания камней в мочевом пузыре датируются временами Гиппократа (около 460—370 до н. э.). Клятва Гиппократа содержит фразу: «Я не буду использовать нож, даже на страдальцах от камня, но уйду в пользу таких мужчин, которые заняты этой работой», что является ясным предупреждением для врачей против «резки» лиц «трудящихся под камнем»; акт, который врачам лучше оставить хирургам.
Операции по удалению камней из мочевого пузыря через промежность, как и другие хирургические операции до изобретения анестезии, были очень болезненны для пациентов.